# Staffordshire Moorlands
Staffordshire Moorlands ist ein District in der Grafschaft Staffordshire in England. Verwaltungssitz ist die Stadt Leek. Weitere bedeutende Orte sind Biddulph und Cheadle. Sehenswürdigkeiten sind unter anderem der Freizeitpark Alton Towers und der Landschaftsgarten Biddulph Grange.
Der nach einer ausgedehnten Heide (engl. moorland) benannte Bezirk wurde am 1. April 1974 gebildet und entstand aus der Fusion der Urban Districts Biddulph und Leek sowie der Rural Districts Cheadle und Leek.
Koordinaten: 53° 6′ N, 2° 2′ W